# 伊東祐勝
伊東 祐勝（いとう すけかつ）は、安土桃山時代の武将。伊東氏の家臣。

## 略歴
父・伊東義益が永禄12年（1569年）に病死したため、祖父・義祐によって養育された。天正5年（1577年）に伊東氏が没落すると母の縁者である大友宗麟の保護を受けた。同8年（1580年）に宗麟の影響を受けてキリシタンとなり「ジェロニモ」（ゼロニモ）の洗礼名をもらう。また安土（現・近江八幡市安土町）のセミナリオに留学し、非常に優秀だったため天正遣欧少年使節の代表の候補者となるが、安土留学中で出発に間に合わないため外された（『イエズス会日本通信』）。替わりに選ばれたのが従兄弟の伊東マンショである。
天正15年（1587年）、豊臣氏による九州平定後、叔父・伊東祐兵が飫肥城に復帰すると帰参した。文禄の役では、兄・義賢や叔父らと朝鮮に出兵するも病気となり帰国。その途中で船が暴風雨に襲われ長門国まで流されてしまい、同地で病状が悪化し死去した。享年24。没月日には「7月14日」説もある。
なお、兄・義賢と前後して死去していることから、伊東祐兵との家督争いを防ぐために家臣により暗殺されたとする説もある（『日向纂記』巻7-9）。